# ファーミントン隕石
ファーミントン隕石（ファーミントンいんせき、Farmington meteorite）は1890年6月25日に、アメリカ合衆国カンザス州に落下した隕石である。L5コンドライトに分類される石質隕石である。89.3kgが回収された。以前に強い衝撃をうけたことを示す黒色のマトリックスに混じって小さな金属片が全体に見られる外見をしている。英語ではブラック・コンドライトと呼ばれるグループに属している。
ファーミントン隕石は宇宙空間にあった時に宇宙線の照射をうけて生成された宇宙線生成核種を調べて求められる宇宙線照射年代が30,000年という他の隕石と比較して極めて短い結果も報告されている。